# テモテへの手紙一
『テモテへの手紙一』（テモテへのてがみ いち）は、新約聖書中の一書で、牧会書簡と呼ばれるものの一つ。伝統的に使徒パウロの手によるものとされてきた。保守的な福音派の聖書学者尾山令仁は、これが西暦66年頃マケドニアで書かれたものであると考えている。

## 内容
手紙の冒頭で差出人はパウロ、宛名はテモテとなっている。本書はテモテなる人物に対しての教会での儀式のやり方や教会の組織、共同体の責任者となる「監督」（Episcopi、司教の語源）や「奉仕者」（Diaconi、助祭の語源）に関するすすめが中心となっている。それだけでなく、誤りのない正しい信仰を保つことへの励ましと偽教師への警告も記されている。

## 批評
高等批評の立場では「擬似パウロ書簡」と呼び真筆性が否定されている。信ぴょう性に関する否定側の陳述は以下のようになっている。本書に見られる文脈の乱れ、つながりのなさは自由主義神学の研究者たちに後世の挿入を疑わせることになる。たとえば6:20-21はシノペのマルキオンに言及しているともみえる内容であり、後代の付加と主張される。
また、後代の付加と主張される6:20-21については、「反対論」を、ここでの意味で使用した最初の者が、マルキオンであった証拠がないこと、偽教師たちが自分たちの教えこそが「知識」であると主張していたことが、2世紀のグノーシス主義に限定される特徴でないことより、前述の主張に反論している。